# ザイマージェン
ザイマージェン（英: Zymergen Inc. ）は、アメリカ合衆国カリフォルニア州エメリービルに本社を置くバイオテクノロジー企業。ゲノミクスと機械学習を応用した遺伝子組換え微生物の設計、製造および研究を手がけている。

## 概要
ザイマージェンの工場では遺伝子を組み替えた微生物を活用して樹脂素材や蛋白質を効率的に生産するための量産化開発が行われているが、この遺伝子組換え微生物の作成は機械学習を用いたAI搭載ロボットにより自動的に行われている。フォーブスによると顧客名は公開されていないが顧客にはフォーチュン500にランキングされる世界トップクラスの企業や国防高等研究計画局(DARPA)も含まれており、DARPAはポリイミド薄膜を製造するために、ザイマージェンに微生物の開発を依頼しているとされる。2018年1月メタゲノム解析を手がけるRadiant Genomicsを買収。2019年4月住友化学との提携を発表。ディスプレイ用の光学フィルム、傷に強いハードコート材料、フレキシブル基板向け材料、接着剤といった高機能材料を開発する予定。

## 沿革
- 2013年1月1日 - Joshua Hoffman、Zach Serber、Jed Deanにより設立
- 2014年1月1日 - シードラウンドでGenoa Ventures主導により200万ドル資金調達[4]
- 2015年6月16日 - シリーズAラウンドでData Collective主導により4,210万ドル調達[5]
- 2016年10月11日 - シリーズBラウンドでソフトバンクグループ主導により1億3,000万ドル調達[6]。取締役としてスタンフォード大学の教授(物理学及び分子・細胞生理学)でノーベル物理学賞受賞者のスティーブン・チューを招聘。
- 2018年1月8日 - Radiant Genomicsを買収[7]
- 2018年12月13日 -シリーズCラウンドでSoftBank Investment Advisers主導により4億ドル調達[8]
- 2019年4月17日 - 住友化学と高機能材料の開発で提携[9]